# Вейсбах, Иоганн Бернгард
Иоганн Бернгард Вейсбах (1665 — 24 августа 1735) — российский военачальник и дипломат германского происхождения, генерал от кавалерии и генерал-аншеф.

## Биография
Уроженец Богемии, начал военную карьеру в австрийской армии. В 1707 году по предложению русского министра при Венском дворе барона Гюйссена перешёл на русскую службу полковником Белозёрского драгунского полка.
Обратил на себя внимание Петра I выводом без потери русского гарнизона из Тыкочина и разрушением его укреплений в виду шведского войска, получил чин бригадира. В 1708 году участвовал в сражении у Головчина, далее отличился под Смольянами, где взял в плен королевского генерал-адъютанта Канифера, и при занятии Ромен. В феврале 1709 года в бою при Рашевке вместе с генерал-майором Бемом принудил к сдаче весь шведский отряд.
15 июня 1709 года, состоя под начальством генерала К. Э. Ренне, участвовал в успешном нападении на шведские войска, подступавшие к Полтаве. 27 июня 1709 года в Полтавской битве, в связи с ранением генерала К. Э. Ренне командовал русской кавалерией правого фланга до прибытия генерал-поручика Р. Х. Баура, сам раненый, не покинул строя и участвовал в преследовании остатков шведской армии до Переволочны.
После Полтавы некоторое время фактически командовал драгунской дивизией Ренне (Ренне получил под Полтавой ранение, а генерал-майор фон Шауенбург заболел и вскоре умер), 9 сентября 1709 года получил чин генерал-майора.
В 1711 году участвовал в Прутском походе, затем оставлен на Украине с целью защиты от набегов крымских татар, которым он в 1713 году нанёс сильное поражение под Богодуховом.
В 1715—18 годах находился в русском корпусе на Украине и Белгородчине под началом К. Э. Ренне, затем Р. Х. Баура, в 1716—17 годах участвовал в действиях против Сандомирской конфедерации на территории Польши. После смерти Ренне и Баура (1717) 8 февраля 1718 года получил чин генерал-поручика и командование над Украинским корпусом. В 1719 году вызван для начальствования войсками в Смоленск; вскоре получил дипломатическое назначение в Вену с поручением урегулировать недоразумения, возникшие в связи с заключением русско-австрийского договора. Ситуация также осложнялась тем, что Пётр I лишил прав наследования своего сына царевича Алексея, женатого на Софие Шарлотте, племяннице императора Карла VI. Заверив императора в лояльности России, Вейсбах подготовил почву для дальнейших переговоров. Кроме того он обсудил вопрос бракосочетания герцога Голштинского и дочери Петра I Анны.
В 1720 году вернулся в Смоленск, затем к исправлению должности командующего войсками в Малороссии. С 1723 года — член Военной коллегии, 21 мая 1725 года по случаю бракосочетания герцога Голштинского и Анны Петровны новая императрица Екатерина I произвела его в генералы от кавалерии (позже именовался генерал-аншефом).
В 1726 году вновь возглавил Украинский корпус. Император Карл VI возвёл его в графское достоинство.
С воцарением Анны Иоанновны (1730) некоторое время командовал Низовым корпусом. 30 августа 1730 года был награждён орденом Святого Александра Невского. Осенью того же года ездил в качестве русского министра на Гродненский сейм. В ноябре 1731 года назначен генерал-губернатором в Киев.
Во время войны за польское наследство командовал частью русских войск в Польше. В 1735 году получил приказ вступить с 25-тысячным корпусом в Крым для наказания татар за набеги, но собираясь в этот поход скончался 24 августа и погребён в Полтаве.

## Награды
- Орден Святого Александра Невского (30.08.1730)[4].
- Орден Святого Андрея Первозванного (1733).